# Impalampi
Impalampi eller Impajärvi är en sjö i Finland. Den ligger i kommunen Sodankylä i landskapet Lappland, i den norra delen av landet, 800 km norr om huvudstaden Helsingfors. Impajärvi ligger 209,9 meter över havet. Arean är 13,3 hektar och strandlinjen är 1,9 kilometer lång. Sjön  ingår i Kemi älvs huvudavrinningsområde. 